# Ancestral Z
Vincent Deruyck, dit Ancestral Z, né le 2 septembre 1980 à Mouscron (province de Hainaut) en Belgique, est un dessinateur de bande dessinée belge.

## Biographie
Vincent Deruyck naît le 2 septembre 1980 à Mouscron dans la province belge de Hainaut. Pendant son enfance, il se montre réservé. Passionné par le dessin, il oriente ses études en ce sens dès l’âge de 12 ans. Très jeune, il développe un goût prononcé pour l’absurde, un humour qu'il retrouve dans des séries telles que : Gaston Lagaffe, Les Tuniques bleues, Lucky Luke et Léonard, mais aussi des mangas tels que One Piece et Ranma. 
C’est en tant qu'élève à l’Institut Saint-Luc de Froyennes, qu’il étudie pendant toute son adolescence. Le cursus étant plus pratique que théorique — ce qui n’avait rien pour déplaire —, il y apprend une forme de dessin académique : du dessin d’observation. Il obtient son certificat d'enseignement secondaire supérieur (CESS), l'équivalent du baccalauréat français. Il tente de s'orienter dans l'enseignement supérieur dans le graphisme mais change d'orientation pour s'inscrire à l’Académie des beaux-arts de Tournai qui offre une section bande dessinée où Antonio Cossu enseigne et pendant laquelle il découvre des auteurs tels Lewis Trondheim ou Christophe Blain.
Son style graphique s’inspire de Clone Wars Animated, Samouraï Jack, Futurama, Nintendo et de séries d’animations américaines. Ancestral Z est un fan de films de série Z ainsi que de science-fiction kitch, Il aime aussi les séries télévisées comme Doctor Who, Parker Lewis ne perd jamais, Code Lisa ou encore Chapeau melon et bottes de cuir. Après des études artistiques à l’Académie des beaux-arts de Tournai il reçoit, en 2004, la bourse Horlait-Dapsens à l'instar de Guillaume Donatienne et de Marjorie Van Den Hauwe. Ensuite, il travaille chez Ankama Éditions où il réalise les crayonnés et encrages des manfras Dofus avec Mojojojo. Il réalise également de nombreuses illustrations dans le magazine Dofus Mag puis dans le webzine Gamakna.
Il est animateur depuis 2002, avec son comparse Frédéric L'Héritier (alias Sempiternel Sampleur), de l'émission Show les marrons, chauds sur une radio locale et d'une seconde partie À nous les frites. 

En bande dessinée, il crée graphiquement avec Mojojojo, sur un scénario de Scenaritron 2000, Chaosland dont le premier tome Slvörgshorn paraît aux éditions Ankama en 2007. Puis, il crée avec le même scénariste chez le même éditeur Paloma Espionne avant tout, histoire d'une espionne italienne dans les années 1970 en 2014.
Il participe aussi aux collectifs www.OpaleBD.com - Les 10 ans du cht'i site qui monte ! - L'Hommage de 70 auteurs BD et Envie 2 fraises (2009).

## Œuvres en bande dessinée

### Publications

#### Mangas
- Dofus[4] (30 tomes), scénario de Tot, Ankama Éditions, depuis 2005
- Dofus Monster[9] (tome Le Chevalier noir), scénario de Tot, avec Mojojo et BrunoWaro, Ankama Éditions, 2008

#### Bande dessinée
- Chaosland (2 tomes) avec Mojojojo, Ankama Éditions

1. Slvörgshorn[6], 2007  (ISBN 978-2-916739-15-1)
2. Brolome, 2011  (ISBN 978-2-916739-70-0)

- Dofus : Julith et Jahash, scénario de Tot, Ankama Éditions
  - Tome 1/2 (janvier 2016)  (ISBN 978-2359109153)
  - Tome 2/2 (juillet 2016)
- Paloma : Espionne avant tout (2 tomes) avec Mojojojo, Ankama Éditions puis auto-édition, 2014 à 2017

#### Collectifs
- www.OpaleBD.com - Les 10 ans du cht'i site qui monte ! - L'Hommage de 70 auteurs BD[10], Les éditions de la Fibule, octobre 2008
Scénario : Collectif - Dessin : Collectif dont Ancestral Z - Couleurs : quadrichromie -  (ISBN 2-9523621-5-7)
- 2. Envie 2 fraises[8],[11],[12], Atelier BD - beaux-arts de Tournai, Tournai, 2009
Scénario : Collectif dont Toshy - Dessin : Collectif dont Ancestral Z,Contient le travail des élèves de Antonio Cossu à l’Académie des beaux-arts de Tournai.

#### Gags
- Steve Zolman, dans Nord Éclair (édition française)

### Expositions

#### Expositions collectives
- Envie 2 fraises[13], Centre belge de la bande dessinée, Bruxelles du 6 janvier au 1er mars 2009.

#### Livres
: document utilisé comme source pour la rédaction de cet article.
- Philippe Mellot, Michel Denni, Laurent Turpin et Isabelle Morzadec, Trésors de la bande dessinée : BDM 2023-2024 - Catalogue encyclopédique et Argus, Paris, Les Arènes, novembre 2022, 23e éd., 1677 p., ill. ; 23 cm (ISBN 9791037507280, OCLC 1351462460, présentation en ligne), p. 266, 406, 934. .

#### Articles
- Ancestral Z (interviewé par Damien Dhondt), « Interview de Ancestral Z Dessinateur du manga Francais Dofus », Science-Fiction magazine,‎ 18 mai 2015 (lire en ligne, consulté le 17 janvier 2023).
- Ancestral Z (interviewé par Aka), « Un passionné de dessin au service de l’univers d’Ankama : l’interview d’Ancestral Z », Gamosaurus,‎ 5 avril 2022 (lire en ligne, consulté le 17 janvier 2023).

### Vidéographie
- [vidéo] « Ancestral Z vs Ancestral Z », sur YouTube